# Solde migratoire

Solde migratoire net en 2016. Légende:
positif
négatif
stable
Absence de données

En démographie, le solde migratoire est la différence entre le nombre de personnes qui sont entrées dans une zone géographique donnée et le nombre de personnes qui en sont sorties au cours d'une période donnée, c'est-à-dire la différence entre l’immigration et l’émigration,. Ce concept est indépendant de la nationalité.
Ajouté à la variation naturelle, le solde migratoire permet de calculer la variation totale d'une population. Néanmoins, dans un certain nombre de pays les chiffres sur les flux d’immigration et d’émigration étant imprécis ou inconnus, c'est souvent le solde migratoire qui est estimé à partir de la variation naturelle et de la variation totale, qui sont des données mieux connues.
Le solde migratoire ne donne aucune indication quant à l’ampleur relative des flux d’immigration et d’émigration à partir et à destination d’un pays. Un pays peut afficher un solde migratoire peu élevé, mais connaître néanmoins des flux d’immigration et d’émigration d’une ampleur considérable.

## Termes
Lorsque l'immigration est supérieure à l’émigration pour un lieu et un intervalle de temps donné, on parle d'immigration nette, d'excédent migratoire ou bien de solde migratoire positif. À l'inverse, quand l'émigration est plus importante que l'immigration, on parle d’émigration nette, de déficit migratoire ou encore de solde migratoire négatif.

## Solde migratoire international
En 2014, en Europe, les soldes migratoires relatifs les plus élevés se trouvent au Luxembourg (19,9 ‰), l’Autriche (8,7 ‰), la Suède (9,6 ‰), l’Allemagne (7,2 ‰) et Malte (7,1 ‰) et les plus faibles à Chypre (-17,6 ‰), la Grèce (-6,4 ‰), la Lettonie (-4,3 ‰) et la Lituanie (-4,2 ‰) ont enregistré les taux négatifs les plus importants.
| Pour des raisons techniques, il est temporairement impossible d'afficher le graphique qui aurait dû être présenté ici. |
| Source Eurostat |

| Pour des raisons techniques, il est temporairement impossible d'afficher le graphique qui aurait dû être présenté ici. |
| Source Eurostat |

## Solde migratoire régional
Le solde migratoire peut également être compté au niveau des régions administratives.
| Pour des raisons techniques, il est temporairement impossible d'afficher le graphique qui aurait dû être présenté ici. |
| Source Insee. |